# Jort Berghuis
Jort Berghuis (30 de junio de 1983-) es un futbolista profesional e internacional con la selección absoluta de Curazao que se desempeña en el terreno de juego como portero; su actual equipo es el Union Deportivo Banda Abou de la primera división del fútbol de las Antillas Neerlandesas.

## Trayectoria
- Amsterdamsche FC  2007-2009

- C.V.C. Zebra's  2010-2013

- Union Deportivo Banda Abou  2013-presente